# Historia Teksasu (1519–1846)

## Kalendarium historiiTeksasuw okresie od 1519 do 1846
- 1519 – na tereny późniejszego Teksasu przybyli pierwsi Hiszpanie. Pierwszym, który eksplorował wybrzeże Teksasu był Alonso Álvarez de Pineda, który odbył wyprawę badawczą wzdłuż północnych i zachodnich wybrzeży Zatoki Meksykańskiej na polecenie ówczesnego gubernatora Jamajki Francisco de Garaya[1].
- 1535 – przez tereny dzisiejszego południa Teksasu (okolice obecnego Parku Narodowego Big Bend) przeszedł z trzema towarzyszami hiszpański konkwistador Álvar Núñez Cabeza de Vaca[2].
- ok. 1680 – powstały pierwsze hiszpańskie osady oraz misje franciszkańskie[3].
- 1691 – powstała misja San Antonio, przekształcona później (1731) w miasto San Antonio[4]. Teksas wciąż jednak pozostawał praktycznie niezamieszkany przez białych. Jedynie na szlakach handlowych z Zatoki Meksykańskiej do wybrzeża Kalifornii Hiszpanie na przestrzeni kilku wieków wybudowali nieliczne osady i misje. Stan taki utrzymywał się do końca XVIII w.[5]
- ok. 1800 – Amerykanie kupili Luizjanę od Francji. Na tereny Teksasu zaczęli napływać pierwsi amerykańscy osadnicy z terenów Luizjany.
- 1819 – Floryda na mocy (traktatu Adams-Onís) przeszła do USA. Hiszpania, sprzedając Amerykanom Florydę, uzyskała zaniechanie roszczeń USA wobec Teksasu.
- 1821 – w wicekrólestwie Meksyku (należącym do korony hiszpańskiej), w którym od kilku dziesięcioleci miał miejsce burzliwy rozwój ekonomiczny, wybuchło powstanie, po czym nastąpiło ogłoszenie niepodległości kraju. Przez najbliższe 50 lat Meksyk, do niedawna państwo o ustroju feudalnym, z wielkimi majątkami ziemskimi (w tym także kościelnymi) był wstrząsany niemal bez przerwy wewnętrznymi przewrotami politycznymi, zmianami kolejnych marionetkowych rządów, obalaniem kolejnych dyktatur, rewolucjami burżuazyjno-liberalnymi, powstaniami bezrolnych chłopów i Indian oraz interwencjami zbrojnymi obcych państw.

W skład niepodległego państwa wszedł także luźno związany z nim Teksas. Rząd meksykański rozpoczął akcję przyciągania na te tereny amerykańskich osadników, poprzez akcję nadziałów ziemi, widząc w tym rozwój gospodarczy regionu. Cena ziemi była bardzo niska, ale osadnictwo obwarowane było wymogiem przyjęcia zwierzchnictwa rządu meksykańskiego, uznania języka hiszpańskiego za oficjalny język kraju, a kolonizatorzy mieli być wyznania rzymskokatolickiego. Dodatkowe połacie gruntu dostawali ci, którzy wchodzili w związki małżeńskie z obywatelami/-telkami Meksyku. W rezultacie na terytorium Teksasu pojawiły się setki kolonizatorów – bynajmniej nie rzymskich katolików, którzy nie przyjmowali żadnego z warunków nałożonego przez Meksyk, umieli jednak w odpowiedni sposób wypełnić ankietę, by nabyć rozległe tereny i zasiedlić wciąż jeszcze pusty kraj.
- 1829 – pierwsze żądania osadników w Teksasie uznania ich ziem za niezależne. Jawne już lekceważenie administracji meksykańskiej. Meksyk odpowiedział na to wprowadzeniem zakazu osiedlania się przybyszów na tych ziemiach. Było już jednak za późno. Rozpoczęła się nielegalna akcja osiedleńcza, wywołująca zbrojne zatargi pomiędzy stronami.
- 1831 – przewrót w Meksyku i okres anarchii skwapliwie wykorzystywany przez kolejnych osadników.
- 1833 – gen. Antonio López de Santa Anna po raz pierwszy objął prezydenturę Meksyku. Nastąpiło ograniczenie, dużej do tej pory, autonomii Teksasu. Zmiany koncepcji państwa z federalistycznego na centralistyczne, utrwalone przez nową konstytucję w 1836 były jednak spóźnione.
- 1835 – wybuch powstania w Teksasie. Zbrojne oddziały osadników wyparły przeważające ich liczebnie wojsko meksykańskie, które przybyło z interwencją na te tereny. Walki ustały, a podział pomiędzy stronami przebiegł rzeką Rio Grande. Nastąpiło proklamowanie niepodległości i utworzenie Republiki Teksasu (Lone Star Republic).

- 1836 – wojna Meksyku z Teksasem.

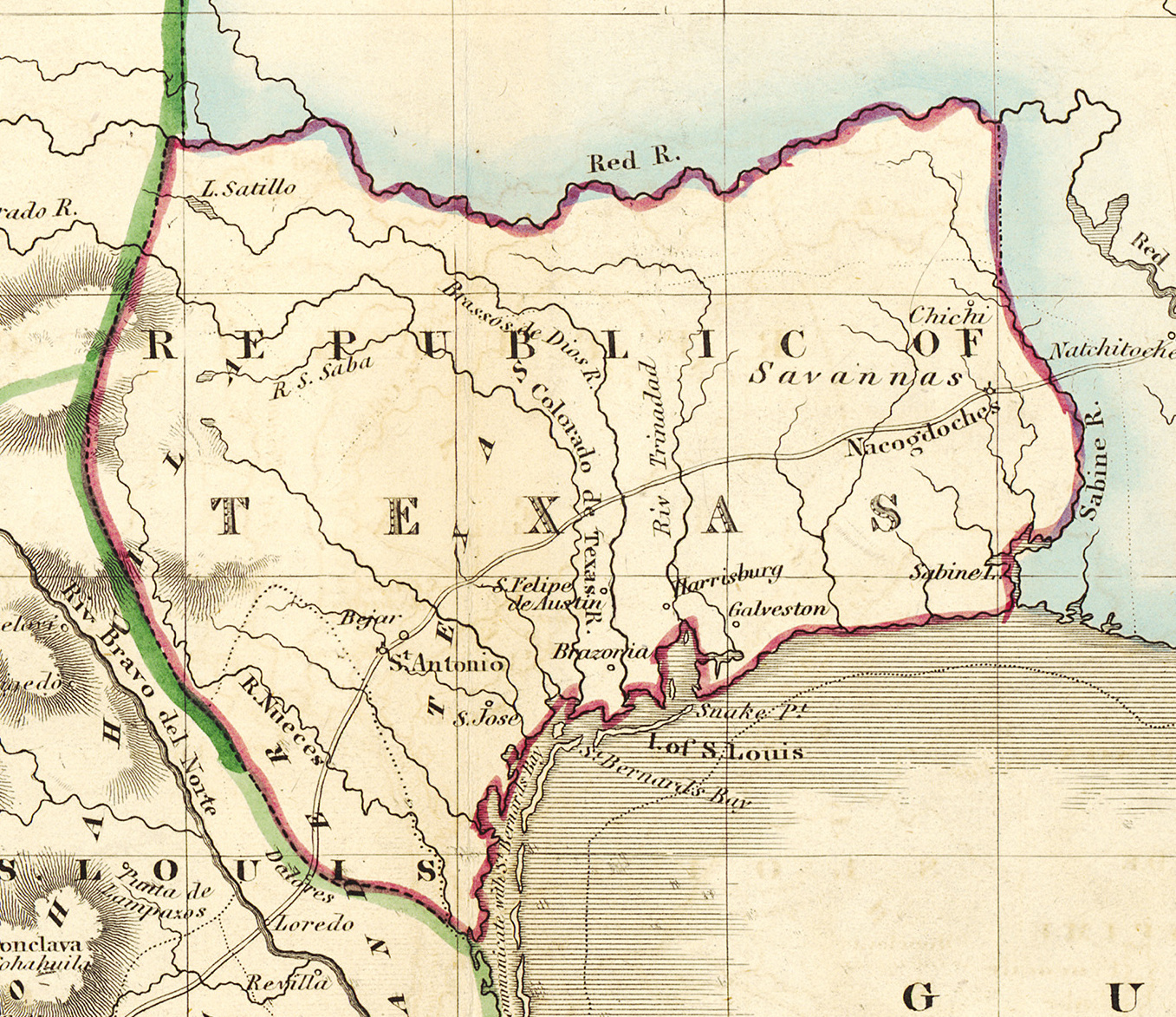
Teksas, 1836 rok

- luty-marzec 1836 – obrona twierdzy Alamo. Był to zespół budynków pierwotnie funkcjonujących jako klasztor–misja, położony opodal San Antonio, przebudowany niegdyś przez Hiszpanów na twierdzę. Powstańcy, zamiast wycofać się w obliczu nadciągającej ofensywy meksykańskiej, postanowili zostać, aby wiązać siły wroga do czasu nadejścia odsieczy składającej się z Teksańczyków i ochotników amerykańskich. Stu kilkudziesięciu obrońców walczyło do końca. Straty powstańców oficjalnie wyniosły 187 ludzi. Straty meksykańskie wyniosły 600 ludzi[6]. Oblegający ich gen. Santa Anna wypowiedział wtedy znane słowa: „Jeszcze jedno takie zwycięstwo i będziemy pokonani”. Meksykanie z zemsty zamordowali wziętych do niewoli kilka tygodni później wszystkich 300 obrońców innej misji – Goliad.
- 21 kwietnia 1836 – bitwa nad rzeką San Jacinto. Powstańcy teksańscy z okrzykiem na ustach „Remember Alamo!, Remember Goliad!” w kilkunastominutowej walce, przy minimalnych stratach własnych, pokonali przeważające ich liczebnie wojska meksykańskie, wybijając połowę armii wroga. Santa Anna dostał się do niewoli. Zawartego wówczas układu ze zbuntowaną prowincją rząd meksykański jednak nie uznał, a incydenty w rejonie przygranicznym trwały do wybuchu wojny ze Stanami Zjednoczonymi dziesięć lat później.

Faktem jest, że walczący o wolność osamotniony Wolny Teksas nie mógł liczyć na wsparcie USA, a walki prowadzone z Meksykiem doprowadziły do bankructwa tego młodego kraju. Tereny, o których mowa, były dzikie i niczyje, a należące tylko nominalnie do Korony Hiszpańskiej traktowane były po macoszemu. Dopiero powstanie niepodległego państwa Meksyk zmieniło tę sytuację, ale też nie od razu, bo to właśnie Meksykanie, a nie wcześniej Hiszpanie, namawiali Amerykanów do zaludniania tych ogromnych połaci ziemi. Można nawet dyskutować, czy w momencie powstania niepodległego państwa Meksyk Teksas, oddzielony od Meksyku pustyniami, należał do tego nowego tworu polityczno-państwowego, który powstał raczej z pobudek finansowych wielkich posiadaczy ziemskich, a nie z powodów patriotycznych. Raczej należałoby mówić o luźnych powiązaniach wyraźnie już wtedy angielskojęzycznego Teksasu z metropolią meksykańską.
Rozpoczęła się wieloletnia blokada morska wybrzeży Meksyku przez Teksańczyków, w trakcie której w 1843 r. Teksańczycy pokonali na morzu pierwsze w historii okręty wojenne wyposażone w napęd łopatkowy. Były to dwie silne i nowoczesne fregaty parowe przekazane Meksykanom przez Brytyjczyków, którzy widzieli w Meksyku naturalnego sojusznika.
- 1845 – Kongres USA przychylił się do wielokrotnie ponawianej prośby mieszkańców Teksasu i proklamował Teksas jako 28. stan USA.
- 1846 – w obronie terytorium prawnie meksykańskiego wystąpił gen. Antonio López de Santa Anna, wkraczając do Teksasu z wojskiem, co zapoczątkowało wojnę ze Stanami Zjednoczonymi.

## Gubernatorzy hiszpańskiego Teksasu
Teksas jako kolonia hiszpańska podlegał hiszpańskiemu gubernatorowi mianowanemu przez Madryt.
- 1691–1692 – Domingo Terán de los Rios
- 1694–1715 – Texas included in Coahuila
- 1716–1719 – Martin de Alarcon
- 1719–1722 – Marques de San Miguel de Aguayo (Texas i Coahuila)
- 1723–1726 – Fernando Perez de Almazan
- 1727–1730 – Melchor de Mediavilla y Azcona
- 1730–1734 – Juan Antonio Bustillo y Ceballos
- 1734–1736 – Manuel de Sandoval
- 1736–1737 – Carlos Benites Franquis de Lugo
- 1737 – Joséph Fernandez de Juaregui y Urrutia (Texas i Nuevo León)
- 1737–1740 – Prudencio de Orobio y Basterra
- 1741–1743 – Tomás Felipe Winthuisen
- 1743–1744 – Justo Boneo y Morales
- 1744–1748 – Francisco Garcia Larios, ad interim
- 1748–1750 – Pedro del Barrio y Espriella
- 1751–1759 – Jacinto de Barrios y Jauregui
- 1759–1767 – Angel de Martos y Navarrete
- 1767–1770 – Hugo Oconór (O’Conor), ad interim
- 1770–1778 – Juan María, Baron de Ripperda
- 1778–1786 – Domingo Cabello y Robles
- 1787–1790 – Rafael Martinez Pacheco
- 1790–1799 – Manuel Muñoz
- 1799–1805 – Juan Bautista de Elguezabal
- 1805–1808 – Antonio Cordero y Bustamante
- 1809–1813 – Manuel María de Salcedo

Źródło: 